# رابعة العجارمة
رابعة مفلح عودة العجارمة سياسية أردنية شغلت منصب وزيرة دولة لتطوير الأداء المؤسسي في حكومة بشر الخصاونة من 12 تشرين الأول 2020 إلى 7 آذار 2021. كما شغلت سابقا منصب مديرمعهد الإدارة العامة.